# Ferratella
La ferratella, appelée de bien d'autres manières comme pizzella, cancellata, neola ou nivola, est un gâteau typique des Abruzzes et du Molise, également répandu dans les régions voisines du Latium, inclus dans la liste des produits alimentaires traditionnels des Abruzzes, du Latium et du Molise.

## Histoire
L'origine de la ferratella remonte à un bonbon romain appelé crustulum. Typique des Abruzzes, la ferratella est également répandue dans la zone orientale du Latium — correspondant au district de Cittaducale, qui faisait partie de la province de L'Aquila jusqu'en 1927 — et dans le Molise.
La diversité des dénominations correspond aux différentes zones de production : la ferratella est la dénomination utilisée dans l'arrière-pays des Abruzzes et du Latium, la cancelle est la dénomination typique du gâteau dans le Molise (qui utilise toutefois la dénomination ferratelle dans sa liste de PAT), la neola (avec toutes ses variantes) est la dénomination utilisée dans la région de Teramo, tandis que la pizzella est la dénomination reconnue dans la région de Chieti.

## Caractéristiques
La ferratella est fabriquée à partir d'une pâte à biscuits cuite sur une double plaque chauffée au rouge au-dessus du feu, qui comprime la pâte au-dessus et en dessous, donnant au gâteau sa forme caractéristique de gaufrette avec des nervures. Parmi les différentes variations de conception, le motif en losange, ou porte, est à l'origine du nom de ferratelle. De préférence de forme rectangulaire, mais le jour de la Saint-Valentin, ils sont également fabriqués en forme de cœur.